# Brian Bradley
Brian Richard Walter Bradley, född 21 januari 1965, är en kanadensisk före detta professionell ishockeyspelare som tillbringade 13 säsonger i den nordamerikanska ishockeyligan National Hockey League (NHL), där han spelade för ishockeyorganisationerna Calgary Flames, Vancouver Canucks, Toronto Maple Leafs och Tampa Bay Lightning. Han producerade 503 poäng (138 mål och 235 assists) samt drog på sig 528 utvisningsminuter på 651 grundspelsmatcher. Han spelade också på lägre nivåer för Moncton Golden Flames i American Hockey League (AHL), Colorado Flames i Central Hockey League (CHL) och London Knights i Ontario Hockey League (OHL).
Bradley draftades i tredje rundan i 1983 års draft av Calgary Flames som 51:a spelaren totalt.
Han var tvungen att avsluta sin ishockeykarriär 1999 på grund av en allvarlig hjärnskakning, som resulterade i postkommotionella syndrom. Bradley blev dock utsedd på direkten till Ligthnings samhällsambassadör som är länken i det sociala nätverk som är mellan Lightning och deras välgörenhetsstiftelse The Lightning Foundation och staden Tampa och dess invånare.
Brain Bradley är fader till den professionella ishockeyspelaren Cody Bradley, som spelar för Västerviks IK i Hockeyallsvenskan.

## Statistik
| 1980–1981  | Guelph Platers        | OPJHL      | 42  | 31  | 40  | 71  | 59  | —  | — | —  | —  | —  |
|            | Wexford Raiders       | OPJHL      | 4   | 1   | 1   | 2   | 2   | —  | — | —  | —  | —  |
| 1981–1982  | London Knights        | OHL        | 62  | 34  | 44  | 78  | 34  | —  | — | —  | —  | —  |
| 1982–1983  | London Knights        | OHL        | 67  | 37  | 82  | 119 | 37  | 3  | 1 | 0  | 1  | 0  |
| 1983–1984  | London Knights        | OHL        | 49  | 40  | 60  | 100 | 24  | 4  | 2 | 4  | 6  | 0  |
|            | Colorado Flames       | CHL        | —   | —   | —   | —   | —   | 4  | 2 | 0  | 2  | 2  |
| 1984–1985  | London Knights        | OHL        | 32  | 27  | 49  | 76  | 22  | 8  | 5 | 10 | 15 | 4  |
| 1985–1986  | Calgary Flames        | NHL        | 5   | 0   | 1   | 1   | 0   | 1  | 0 | 0  | 0  | 0  |
|            | Moncton Golden Flames | AHL        | 59  | 23  | 42  | 65  | 40  | 10 | 6 | 9  | 15 | 4  |
| 1986–1987  | Calgary Flames        | NHL        | 40  | 10  | 18  | 28  | 16  | —  | — | —  | —  | —  |
|            | Moncton Golden Flames | AHL        | 20  | 12  | 16  | 28  | 8   | —  | — | —  | —  | —  |
| 1987–1988  | Vancouver Canucks     | NHL        | 11  | 3   | 5   | 8   | 6   | —  | — | —  | —  | —  |
| 1988–1989  | Vancouver Canucks     | NHL        | 71  | 18  | 27  | 45  | 42  | 7  | 3 | 4  | 7  | 10 |
| 1989–1990  | Vancouver Canucks     | NHL        | 67  | 19  | 29  | 48  | 65  | —  | — | —  | —  | —  |
| 1990–1991  | Vancouver Canucks     | NHL        | 44  | 11  | 20  | 31  | 42  | —  | — | —  | —  | —  |
|            | Toronto Maple Leafs   | NHL        | 26  | 0   | 11  | 11  | 20  | —  | — | —  | —  | —  |
| 1991–1992  | Toronto Maple Leafs   | NHL        | 59  | 10  | 21  | 31  | 48  | —  | — | —  | —  | —  |
| 1992–1993  | Tampa Bay Lightning   | NHL        | 80  | 42  | 44  | 86  | 92  | —  | — | —  | —  | —  |
| 1993–1994  | Tampa Bay Lightning   | NHL        | 78  | 24  | 40  | 64  | 56  | —  | — | —  | —  | —  |
| 1994–1995  | Tampa Bay Lightning   | NHL        | 46  | 13  | 27  | 40  | 42  | —  | — | —  | —  | —  |
| 1995–1996  | Tampa Bay Lightning   | NHL        | 75  | 23  | 56  | 79  | 77  | 5  | 0 | 3  | 3  | 6  |
| 1996–1997  | Tampa Bay Lightning   | NHL        | 35  | 7   | 17  | 24  | 16  | —  | — | —  | —  | —  |
| 1997–1998  | Tampa Bay Lightning   | NHL        | 14  | 2   | 5   | 7   | 6   | —  | — | —  | —  | —  |
| NHL totalt | NHL totalt            | NHL totalt | 651 | 182 | 321 | 503 | 528 | 13 | 3 | 7  | 10 | 16 |
| AHL totalt | AHL totalt            | AHL totalt | 79  | 35  | 58  | 93  | 48  | 10 | 6 | 9  | 15 | 4  |
| AHL totalt | AHL totalt            | AHL totalt | 79  | 35  | 58  | 93  | 48  | 10 | 6 | 9  | 15 | 4  |
| CHL totalt | CHL totalt            | CHL totalt | —   | —   | —   | —   | —   | 4  | 2 | 0  | 2  | 2  |
| OHL totalt | OHL totalt            | OHL totalt | 210 | 138 | 235 | 373 | 117 | 15 | 8 | 14 | 22 | 4  |